# Nemanja István szerb fejedelem
I. István (szerbül: Стефан Немања), később Szent Simon (szerbül: Свети Симеон Мироточиви), (1113 vagy 1114 – 1199. február 13.) szerb fejedelem 1166-tól 1196-ig.

## Élete
Egy Bizánc elleni összeesküvés leverése után I. Manuél bizánci császár felosztotta Raška tartományát egy régi szerb elöljárócsalád fiai között. A fiúk legfiatalabbja, István felismerte, hogy a szerbek Bizánccal szemben túl gyengék ahhoz, hogy fegyverrel vívják ki önállóságukat, ezért a területi autónómia megerősítését tűzte ki célul, és igyekezett minél több tekintélyes és befolyásos szerb családot megnyerni az ügynek. Miután Manuél bizalmát is élvezte, hamarosan háttérbe szorította fivéreit, és ő lett Raška nagyzsupánja (fejedelme).
Ennek ellenére csinált egy sikertelen lázadást, de utána vazallusi hűségesküt tett a császárnak. Manuél halála (1180) után azonban felmentette magát esküje alól, és azonnal hódító hadjáratokba kezdett, kiterjesztette hatalmát Zetára (ma: Montenegró) és Dalmáciára is.
Eközben harcba keveredett a magyar királlyal és Velencével ellen is, de alulmaradt. Később – hogy Észak felől biztosítsa magát – szövetkezett III. Béla magyar királlyal, és elfoglalta Zétát (ma Montenegró) és Albánia északi részeit.
Miután hírét vette, hogy I. Frigyes német-római császár keresztes hadjáratot szándékozik indítani a Szent sír felszabadítására, s útja Raškán át vezet, pompás fogadtatást rendezett Nišben, és vazallusi hűséget meg 20 000 harcost ígért neki, ha megtámadja Bizáncot. Cserébe annyit kért, hogy elismerjék a meghódított és meghódítandó területek feletti hatalmát. Frigyes azonban nem akarta egy újabb háborúval veszélyeztetni a harmadik keresztes hadjárat célját, s István kérését csak részben teljesítette.
István ezután újabb hódításokba kezdett, majd békét kötött az időközben meggyengült Bizánccal, ezúttal azonban már nem vazallusi minőségben, hanem egy független ország uralkodójaként. Kapcsolatainak javítása érdekében fiát, II. Istvánt összeházasította II. Izsák unokahúgával.
Ettől kezdve István országa belső ügyeinek rendezésére fordította figyelmét: templomokat és zárdákat, továbbá szegényházat, utakat és hidakat építtetett. Közigazgatási szempontból nem sokat változtatott a meglévő rendszeren: az állam élén továbbra is nagyzsupáni minőségben állt, a nagyobb területi egységeket fivérei és fiai irányítása alá helyezte. Uralkodása idején véget ért egy már korábban elkezdődött folyamat, melynek során a középkori szerb állam súlypontja a mediterrán térségből keletebbre, a Balkán-félsziget szárazföldi részeire tevődött át.
Istvánt igen erős szálak fűzték az egyházhoz. Templomalapítóként és a szerzetesi rendek bőkezű támogatójaként is a legkiemelkedőbb szerb uralkodók közt tartják számon. Tisztában volt vele, hogy a templomok és a kolostorok sűrű hálózata révén az uralmi központtól távolabb eső területek is eredményesebben bevonhatók az államigazgatás szervezetébe. Nyilván ez a körülmény is indokolta a bogumilokkal szembeni kemény fellépését is. Az ő uralkodása alatt kezdett ugyanis rendkívül gyors térhódításba a Bulgáriában keletkezett, eretneknek bélyegzett tan, a bogumilizmus, melynek követői szembefordultak a hivatalos egyházzal és annak tanításával, egyszersmind a feudális állami és társadalmi renddel is. István rendkívül erélyesen igyekezett útját állni a bogumilizmus terjedésének: a tan hirdetőit és híveit száműzte, vagy megbüntette, vagyonukat fölperzselte vagy szétosztotta.
A fejedelem legifjabb fiát, Ratskot (a későbbi Szent Szávát) szerzetesnek nevelte. Az általa alapított Studenica kolostorban örökfogadalmat tett, majd a maga és fia számára alapított Athosz-hegyi Hilandar kolostorba vonult vissza 1196-ban Simon szerzetes néven. 1199-es halálát követően Száva és a két fivére kibékültek, így az előbbi hazahozta apja holttestét, amelyet végakarata szerint Studenicában helyeztek végső nyugalomra. Arcképe számtalan szerb templomban fellelhető. Ő egyesítette elsőként jogara alatt a szerbeket.